# Ельба

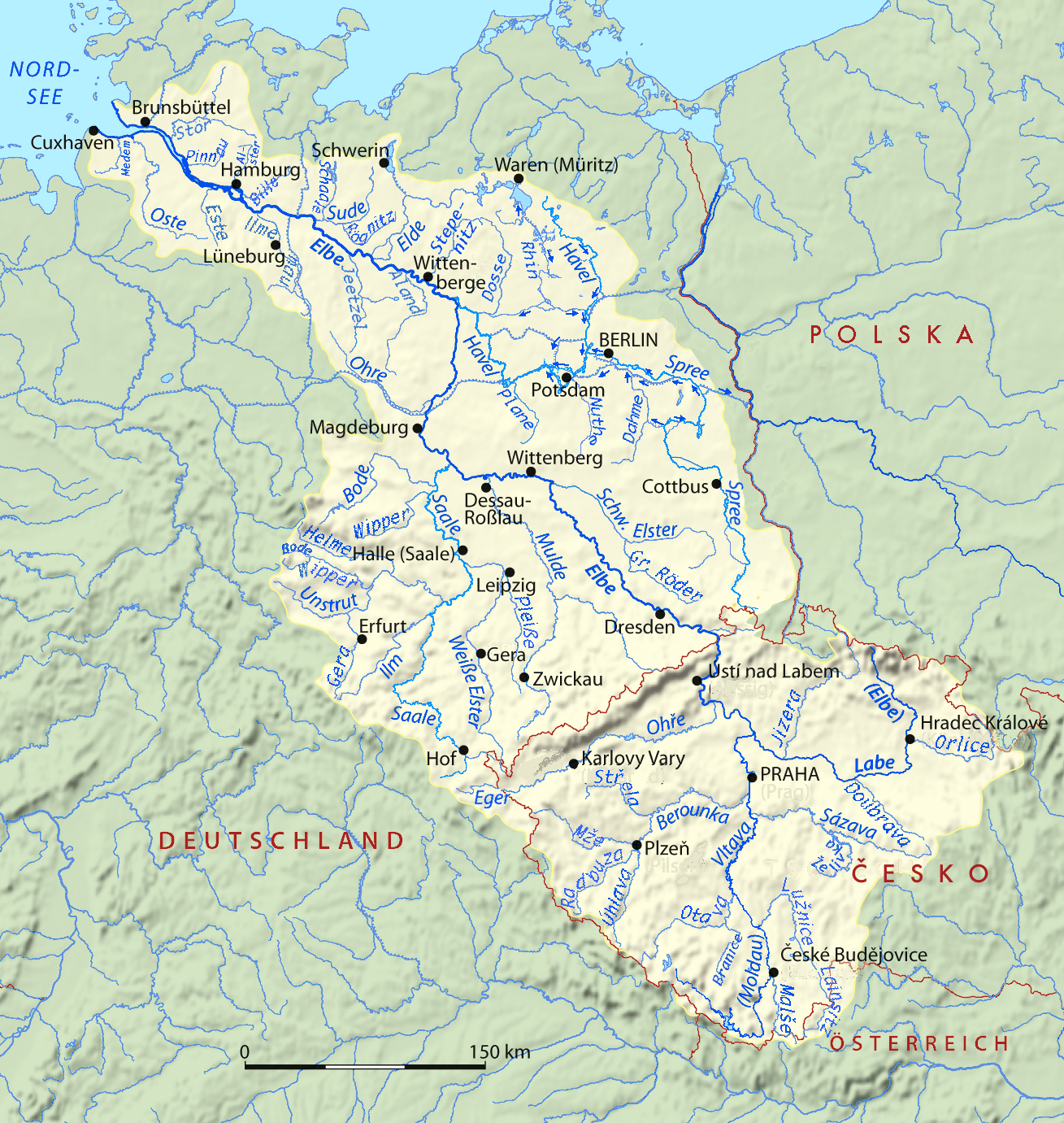
Басейн Лаби

Е́льба, Ла́ба (нім. Elbe, ниж.-нім. Elv, в.-луж. і н.-луж. Łobjo, чеськ. Labe) — міжнародна річка в Європі.  У Чехії має назву Лабе (Labe), у Лужиці й у Польщі має назву Лаба, а в Німеччині — Ельба. Перша зафіксована назва річки в латинських джерелах — Albis.

## Географія
Ельба, довжина якої становить 1094,26 км — дванадцята за довжиною річка в Європі і одна з 100 найдовших річок на Землі. Якщо розглядати витік Влтави, найбільшої притоки, як витік Ельби, то загальна довжина річки становить 1245 км (дев'яте місце в Європі). 
Площа басейну — 148 тис. км². ( 97 175 км² (65,38%) у Німеччині,  49 933 км² (33,84%) у Чехії,  921 км² (0,62%) в Австрії, 239 км² (0,16%) у Польщі). За розміром водозбірного басейну Ельба займає четверте місце в Центральній Європі після Дунаю, Вісли і Рейну, випереджаючи Одру.
У басейні Ельби проживає 25 мільйонів осіб, а найбільшими містами є Берлін, Гамбург, Прага, Дрезден і Лейпциг. Головний порт — Гамбург, розташований у гирлі річки, за 142 км від моря.
Ельба (під назвою Лаба) бере початок у чеській частині гір Карконоші поблизу чесько-польського кордону на висоті 1386 метрів над рівнем моря. Спочатку річка перетинає північну частину Чеської Республіки по широкій дузі довжиною 370 кілометрів, потім тече через Німеччину і, серед іншого, через міста Дрезден, Магдебург і Гамбург і, нарешті, впадає до Північного моря в Куксгафені. 
Судноплавна від міста Нератовиці.
Під час поділу Німеччини (1949—1990 роки) відрізок Середньої Ельби між містами Шнакенбург і Лауенбург довжиною майже 100 км слугував державним кордоном між ФРН та НДР.

## Повені

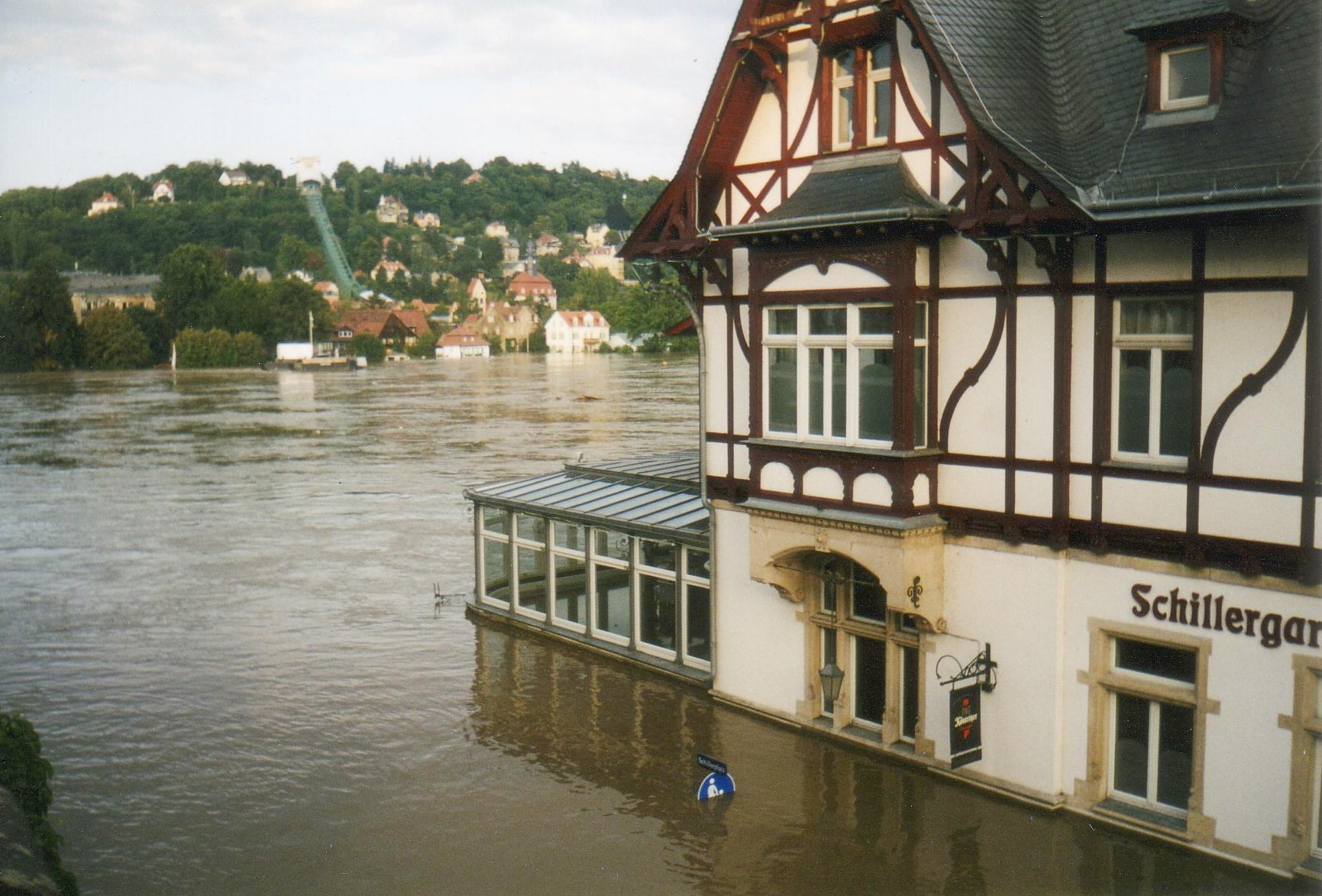
Повінь у Дрездені (серпень 2002 року)

Ельба відома частими повенями. Найпам'ятніші повені 1774, 1799, 1815, 1830, 1845, 1862, 1890 та 2002 р.
У 2002 році від сильної повені на Ельбі та її притоках постраждала як Чехія, так і Німеччина. У Чехії загинуло 17 осіб, рівень води у Влтаві був такий високий, що в Празі затопилося 18 станцій метро, а загальний збиток від повені в Чехії оцінюється в 73 мільярди крон.
У Німеччині найбільшої шкоди зазнав Дрезден, де вода в Ельбі піднялася на 8,9 метра над ординаром.  Евакуйовано 30 тисяч осіб.

## Притоки
Ліві притоки — Влтава, Огрже, Мульде, Заале, Оре, Мюгліц, Осте.
Праві — Шварце-Ельстер, Гафель.

## Міста над Ельбою

### Чехія
Шпіндлерув-Млин, Двур-Кралове-над-Лабою, Яромерж, Градець-Кралове, Пардубиці, Пршелоуч, Колін, Подєбради, Нимбурк, Лиса-над-Лабою, Челаковиці, Брандіс-над-Лабою-Стара-Болеслав, Нератовиці, Мельник, Штеті, Роудниці-над-Лабою, Літомержиці, Ловосиці, Усті-над-Лабем, Дечин.

### Німеччина
Бад-Шандау, Кенігштайн, Пірна, Гайденау, Дрезден, Радебойль, Косвіг (Саксонія), Майсен, Різа, Штрела, Мюльберг, Бельгерн-Шильдау, Торгау, Ельстер, Віттенберг, Косвіг (Ангальт), Дессау-Росслау, Акен, Барбі, Шенебек, Магдебург, Тангермюнде, Віттенберге, Деміц, Гітцакер, Блекеде, Бойценбург, Лауенбург, Артленбург, Гестгахт, Гамбург, Ведель, Глюкштадт, Брунсбюттель, Оттерндорф, Куксгафен.

## Гідрологія

### Швидкість течії
При середній витраті води Ельбі потрібно вісім днів, щоб подолати 586-кілометрову ділянку без гребель від німецько-чеського кордону до міста Гестгахт біля Гамбургу. Це означає, що середня швидкість течії становить близько 3 км/год або 0,8 м/с. Це середня швидкість течії, фактична швидкість може значно відрізнятися від неї в залежності від сезонної витрати води.
Для чеського верхів'я через велику кількость гребель отримати середнє значення швидкості течії неможливо.
На нижній Ельбі найбільше значення має маятниковий рух води через припливи. У результаті перенесення води відбувається набагато повільніше. На подолання ділянки Середньої Ельби довжиною 112 км від Шнакенбурга до міста Гестгахт воді потрібно від 1 до 2,5 днів, а на подолання ділянки Нижньої Ельби довжиною 142 км від Гестгахту до Північного моря — від 4 до 70 днів.

### Скресання й замерзання
Поверхня Ельби повністю замерзає тільки в дуже суворі зими. Річка в Дрездені останнього разу замерзла у період з 31 січня по 6 березня 1963 року, а до цього також в 1954, 1942, 1940, 1929, 1912, 1909, 1902 і 1901 роках. У 1784 і 1799 роках Ельба біля Дрездена була замерзлою ще довше — з кінця грудня по лютий. У 1784 році товщина льоду перевищувала 110 см. Крижаний щит, що зруйнувався в лютому, призвів до повеней, які зробили крижини більш небезпечними, оскільки вони пошкодили дамби і навіть перекрили річку в районі мостів. Аналогічна ситуація була і під час повені 1845 року.

## ГАЕС
На річці розташовано ГАЕС Гестахт (нижнім резервуаром є сама Ельба).

## Цікаві факти
- У 1911 році під Ельбою в центрі Гамбурга споруджено Тунель Санкт Паулі, що з'єднав обидва береги для пішохідного й автомобільного сполучення. 1975 року в Гамбурзі відкрито новий тунель під Ельбою.
- 25 квітня 1945 року біля міста Торгау війська 1-го Українського фронту зустрілися з військами США, що увійшло в історію як Зустріч на Ельбі.
- На честь річки названо астероїд 7671 Альбіс[9] (латинська назва річки).

## Галерея

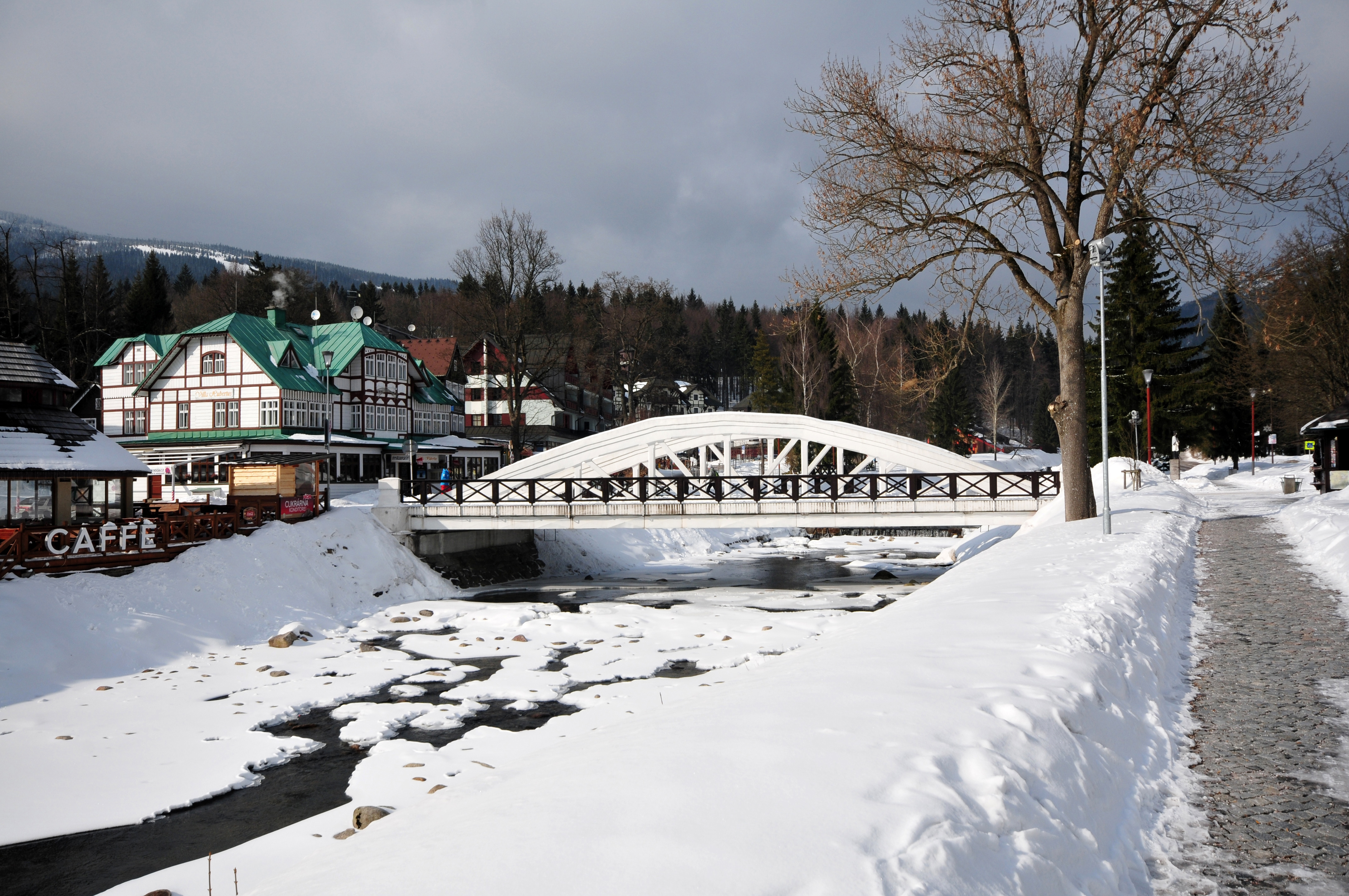
Міст через Ельбу в місті Шпіндлерув-Млин (перше місто від витоку річки)
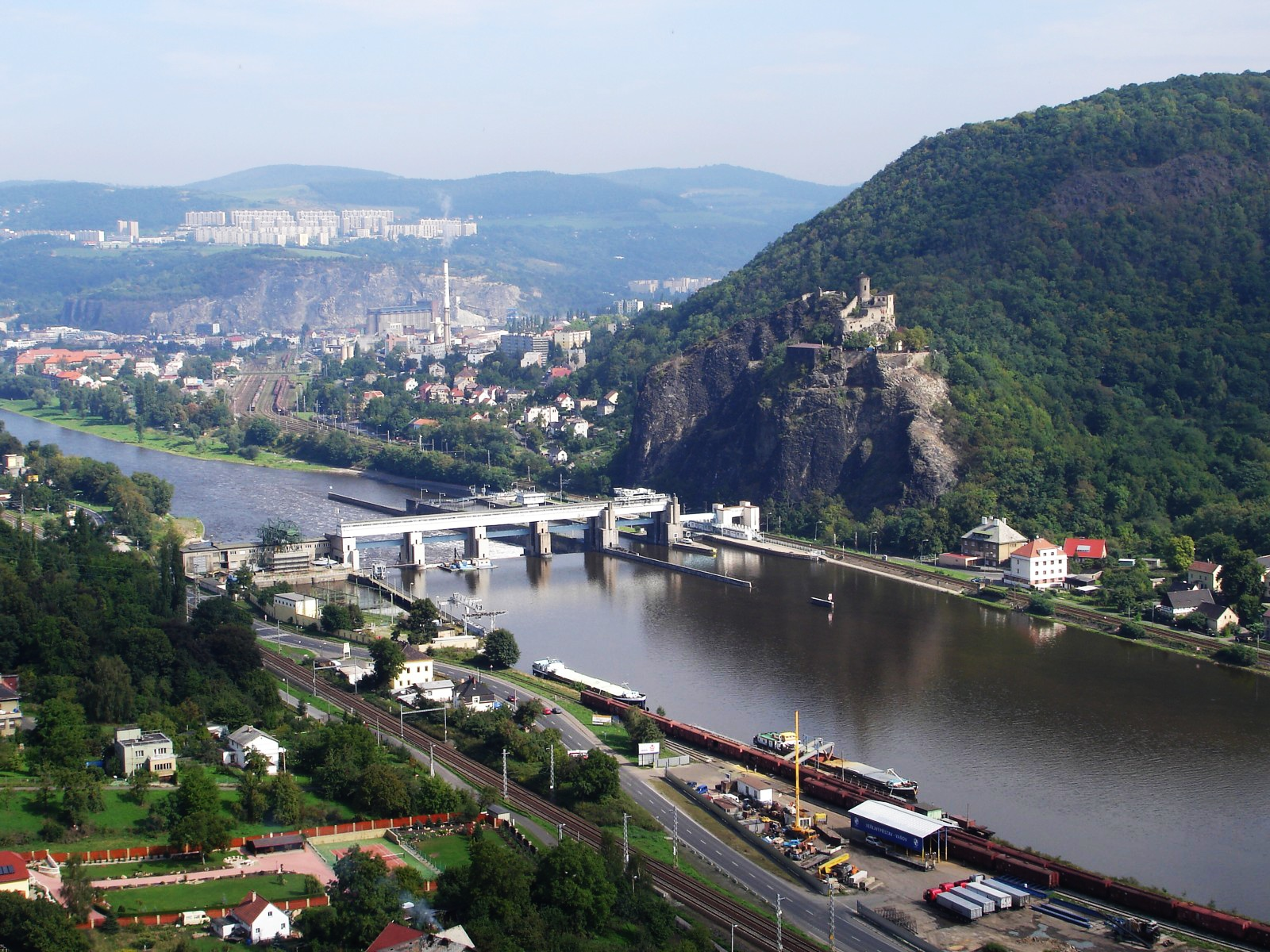
Ельба на Чеській височині поблизу міста Усті-над-Лабем
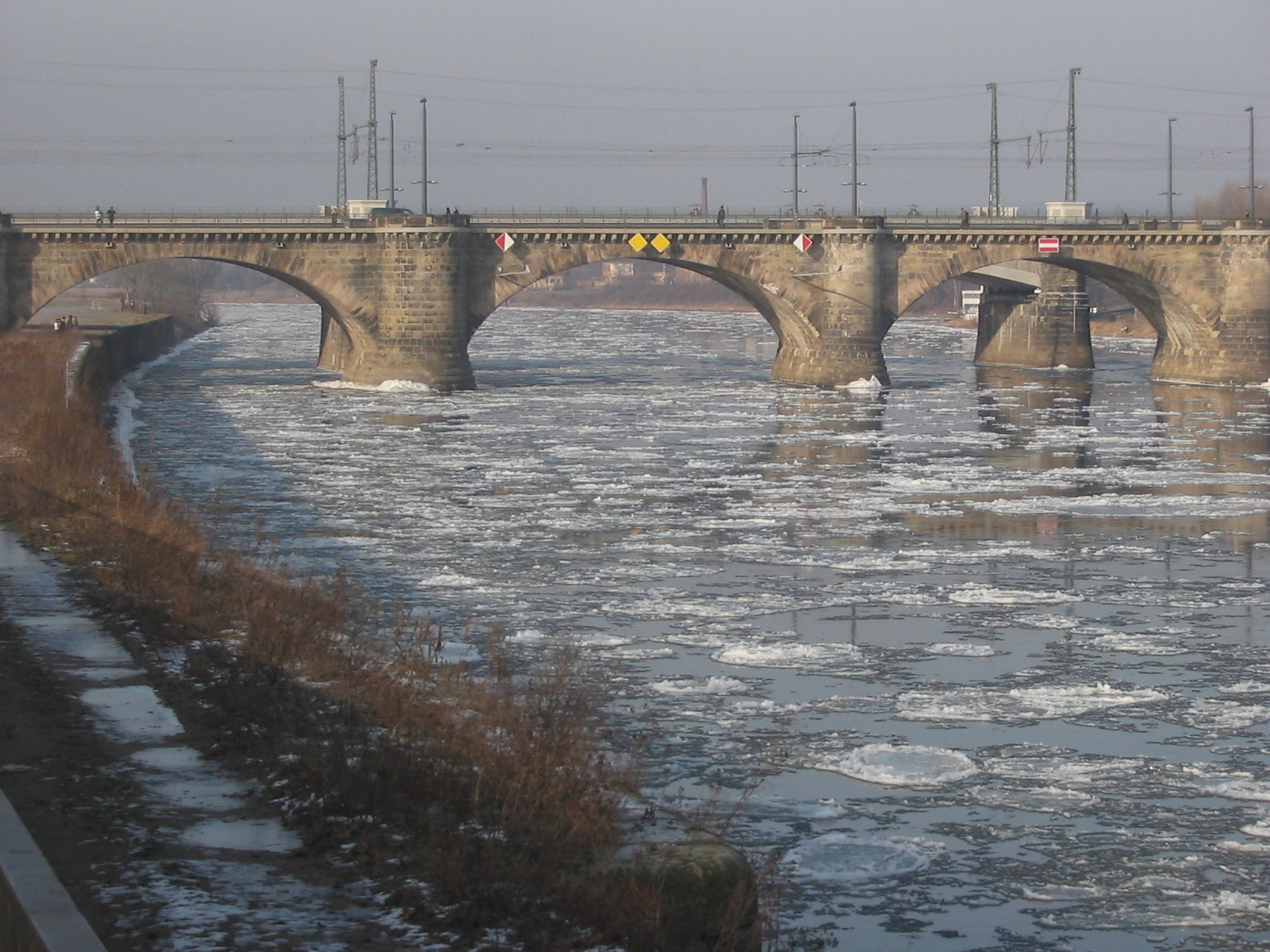
Льодохід на Ельбі (Дрезден, 29 січня 2006 року)
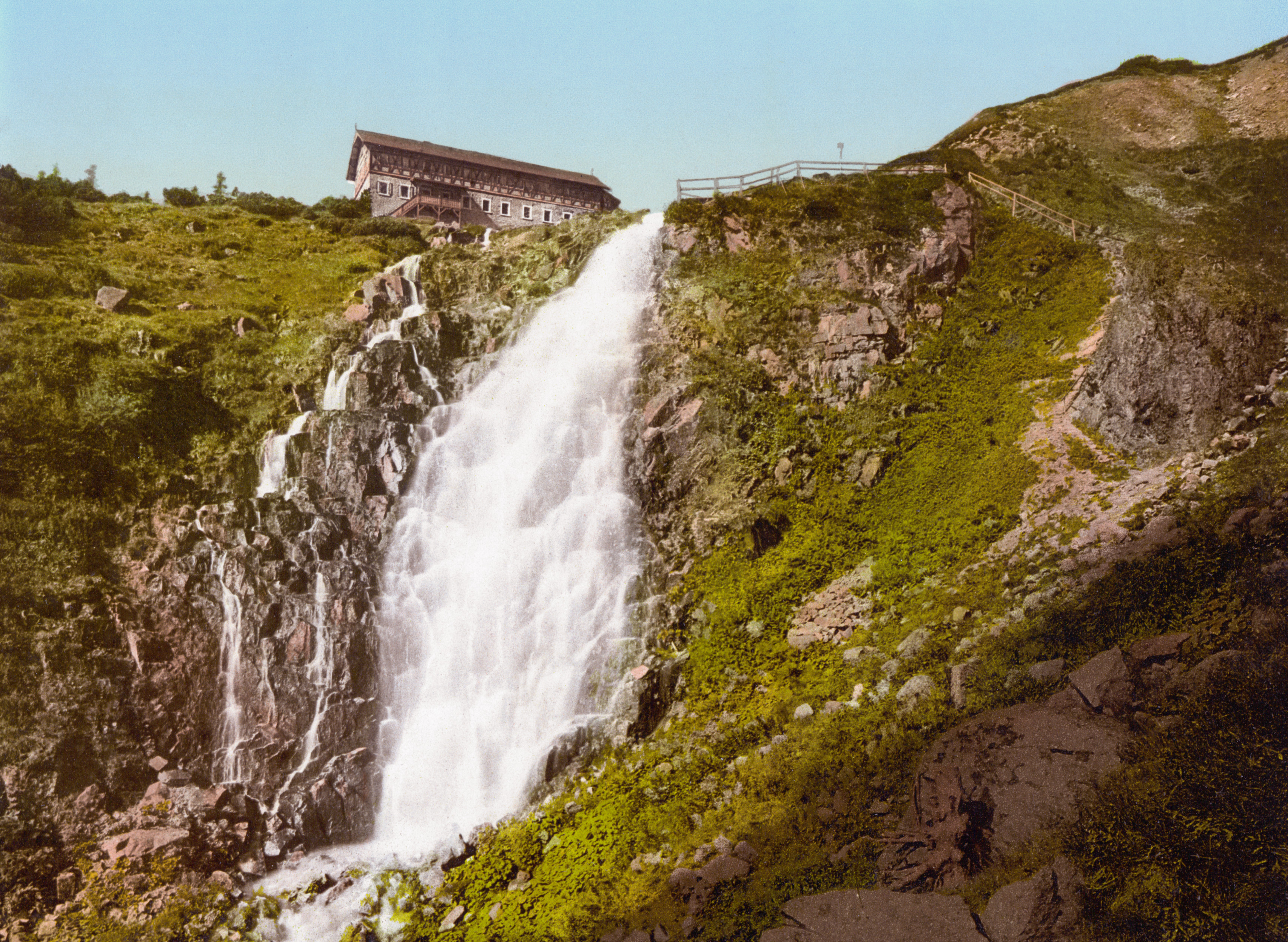
Лабський водоспад і стара гірська хатина, 1900 рік